# فرن‌دیل، استرالیای غربی
فرن‌دیل (به انگلیسی: Ferndale) یک منطقهٔ مسکونی در استرالیا است که در استرالیای غربی واقع شده‌است.